# Kemestaródfa
Kemestaródfa (em alemão: Tadisdorf) é um município da Hungria, situado no condado de Vas. Tem 6,35 km² de área e sua população em 2015 foi estimada em 205 habitantes.